# Aenictus pharoa
Aenictus pharoa é uma espécie de formiga do gênero Aenictus.